# JWChat
JWChat est un logiciel libre (GNU GPL) client de messagerie instantanée pour le réseau standard ouvert Jabber (XMPP). Il est développé en AJAX et est donc utilisable dans des navigateurs web modernes.
Ce client gère un nombre respectable de fonctionnalités classiques de Jabber/XMPP en respectant de près les standards.

## Fonctionnalités
JWChat intègre les fonctionnalités suivantes :
Servicespermet de découvrir l'ensemble des services proposés par les serveurs Jabber
Annuairespermet d'effectuer des recherches d'utilisateurs Jabber
Transports (passerelles)permet de se connecter aux autres réseaux de communications comme les messageries instantanées propriétaires ICQ/AIM, MSN Messenger, Yahoo! Messenger, Gadu-Gadu, mais aussi le réseau ouvert IRC ou encore l'e-mail et le SMS
Multi-User Chat (MUC)salles de discussions avec commandes d'administration

## Copies d'écran

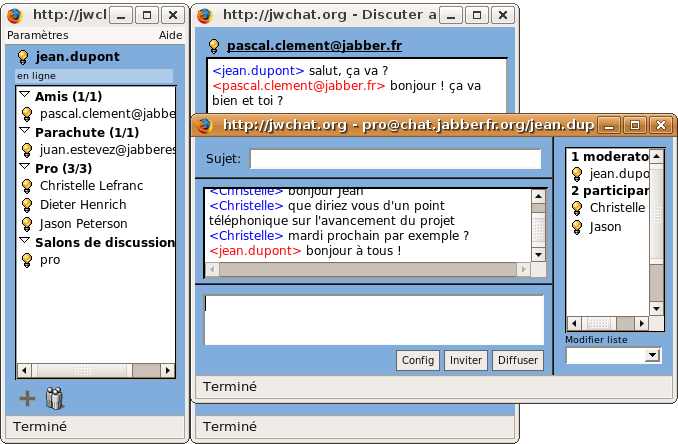
JWChat avec le roster à gauche et deux fenêtres de chat